# Ejército austrohúngaro
El ejército austrohúngaro, también conocido como Ejército Imperial y Real (en alemán: Landstreitkräfte Österreich-Ungarns; en húngaro: Császári és Királyi Hadsereg), era el nombre de las fuerzas armadas terrestres del Imperio austrohúngaro, la monarquía dual entre Austria y Hungría durante el periodo 1867-1918. Estaba formado por tres ramas distintas:
- El ejército regular propiamente dicho (reclutado en toda Austria-Hungría)
- El Landwehr austríaco (reclutado solo en Cisleitania)
- El Honvédség húngaro (reclutado solo en el Transleitania).

Las unidades recibían una denominación dependiendo de la rama a la que correspondían:
| Rama             | Nombre          | en alemán                         | en húngaro          |
| ---------------- | --------------- | --------------------------------- | ------------------- |
| Ejército regular | Imperial y Real | kaiserlich und königlich (k.u.k.) | Császári és Királyi |
| Landwehr         | Imperial Real   | kaiserlich königlich (k.k.)       | császári Királyi    |
| Honvédség        | Real Húngaro    | königlich ungarisch (k.u.)        | Magyar Királyi      |

## Creación
El ejército se organizó tras la creación de la monarquía dual austrohúngara en 1867 y existió hasta el final de la Primera Guerra Mundial en 1918. Antes de 1867, las fuerzas de tierra eran las propias del Imperio austríaco. El ejército húngaro (caballería ligera, infantería y artillería) libró una exitosa guerra de independencia contra el ejército imperial desde 1848 hasta su rendición al Ejército Imperial Ruso enviado en auxilio del ejército austríaco en 1849. Tras la rendición, las unidades húngaras se encontraban mayormente fragmentadas o en desbandada, con algunas unidades aún leales a los Habsburgo, por lo que no fue posible organizarlas plenamente de nuevo hasta el Compromiso de 1867, que estableció la nueva y definitiva distribución de efectivos en las tres ramas mencionadas.

## Estructura

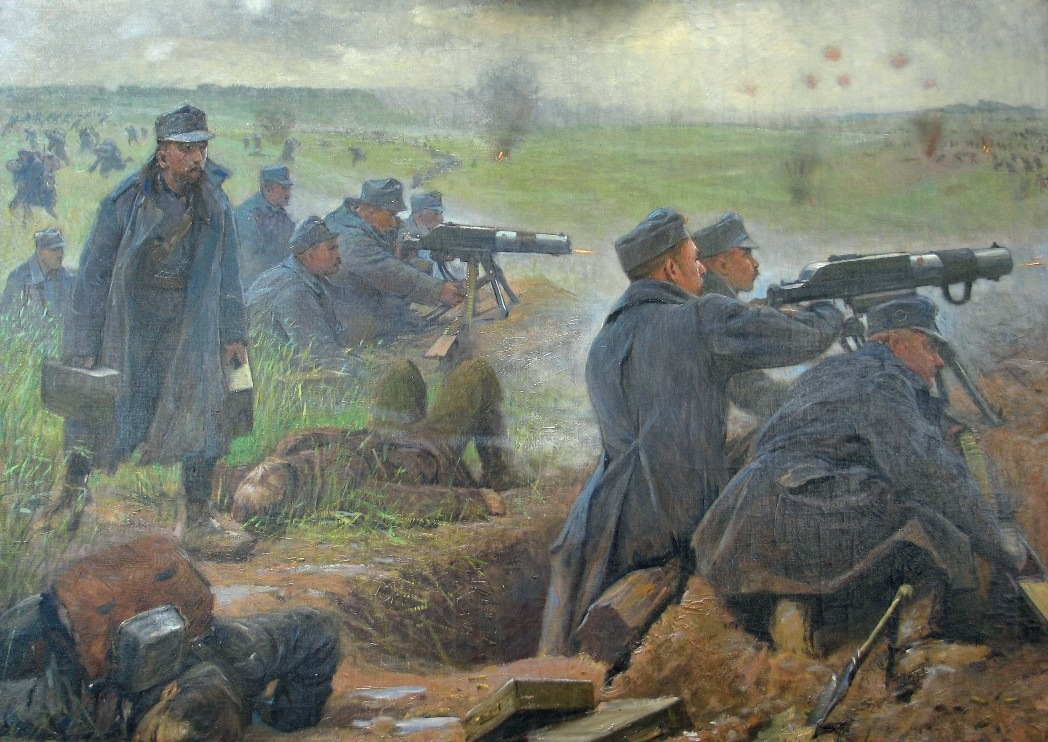
Regimiento de infantería Hoch- und Deutschmeister“ Nr. 4, en 1915.

Según los términos del Compromiso, las unidades «Imperiales y Reales» (llamadas en alemán Kaiserliche und Königliche y abreviadas como k. und k.) tenían prioridad en el entrenamiento y acceso a nuevos equipos ante las unidades del Landwehr (defensa territorial austriaca) y el Honvédség (defensa territorial bajo mando húngaro), por lo que estas últimas solían ser consideradas como unidades de segunda línea dedicadas a actuar como "guardia nacional" de Austria y de Hungría, respectivamente. El tradicional uniforme blanco para la infantería austriaca fue abandonado en 1870 en favor de uno nuevo en color azul oscuro, que sería el estándar durante las siguientes décadas hasta la llegada del uniforme gris claro que sería empleado como "uniforme de campaña" por todas las tropas austrohúngaras durante la Primera Guerra Mundial, y que se había introducido en 1909. 
Debido al poco prestigio de sus unidades, los mejores oficiales del Landwehr y el Honvédség invariablemente solicitaban (y conseguían) la transferencia a unidades «Imperiales y Reales». Además, las unidades del Honvédség solo tenían sus efectivos al completo en tiempo de guerra, cuando la gran mayoría de vacantes eran cubiertas por reservistas.
El mando unificado de las tropas austrohúngaras quedaba confiado al gobierno imperial en Viena, si bien la administración del Reino de Hungría contaba con capacidad para movilizar por sí sola el Honvédseg, bastando para ello la autorización del parlamento de Budapest. En cuestiones presupuestarias, tanto Austria como Hungría compartían los gastos de las unidades «Imperiales y Reales» en proporción a la cantidad de oficiales que estuvieran "subordinados" a cada uno de los dos Reinos que formaban la base del Imperio, considerando que Austria ejercía su dominio sobre territorios de etnia italiana, eslovena, checa, polaca, y ucraniana, mientras que Hungría lo hacía sobre eslovacos, croatas, y rumanos. La amplia diversidad étnica y religiosa del Imperio estaba reflejada en la composición del Ejército, donde si bien el cuerpo de oficiales estaba formado mayoritariamente por católicos (casi el 80 % de la oficialidad), también contaba con minorías de oficiales protestantes, cristianos ortodoxos y judíos. 
La variedad étnica también era visible entre reclutas, pues si bien la mayoría de tropas estaba formada por austriacos y húngaros (como las etnias mayoritarias del Imperio), casi un tercio de ellas estaba compuesto por soldados y oficiales de origen eslavo (checos, polacos, eslovenos, eslovacos y ucranianos), mientras un 8 % estaba compuesto por soldados rumanos e italianos. 

### Comandancia

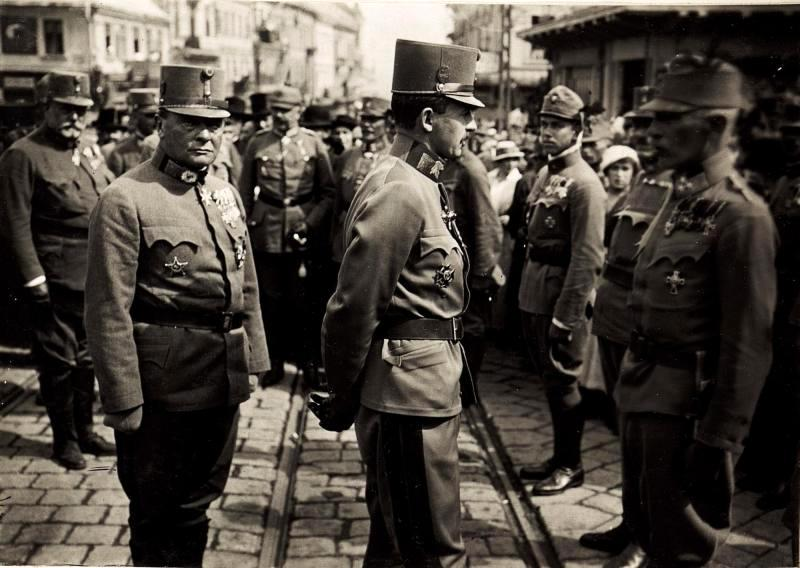
El emperador Carlos I en una visita a las tropas en 1917.

En caso de conflicto, los tres ejércitos se reunían bajo un único Estado Mayor (kuk Armee Ober Kommando , AOK) que a su vez se coordinaba junto con la Armada austrohúngara (kuk Kriegsmarine ) en el Comando Supremo (Allerhochster Oberbefehl) los que pertenecían directamente a la Cancillería Militar Imperial y Real (kuk Militarkanzlei) del emperador. Estos organismos fueron el supremo mando militar austro-húngaro.
El comandante supremo de todas las fuerzas terrestres y marítimas del Imperio, fue el propio emperador, que solo pertenecía autoridad constitucional para declarar la guerra. En 1906, fue nombrado jefe del Estado Mayor General del Ejército Franz Conrad von Hötzendorf que, asistido por el heredero al trono el archiduque Francisco Fernando, llevado a cabo reformas radicales.
En 1913, el archiduque Francisco Fernando fue nombrado inspector general de todas las fuerzas armadas imperiales (Generalinspektor der gesamten bewaffneten machte); cuando fue asesinado en Sarajevo 28 de junio de 1914, su lugar fue ocupado por el Archiduque Federico, que ejerció con vigor y eficacia, siguiendo los pasos de su predecesor.

### La estructura del ejército

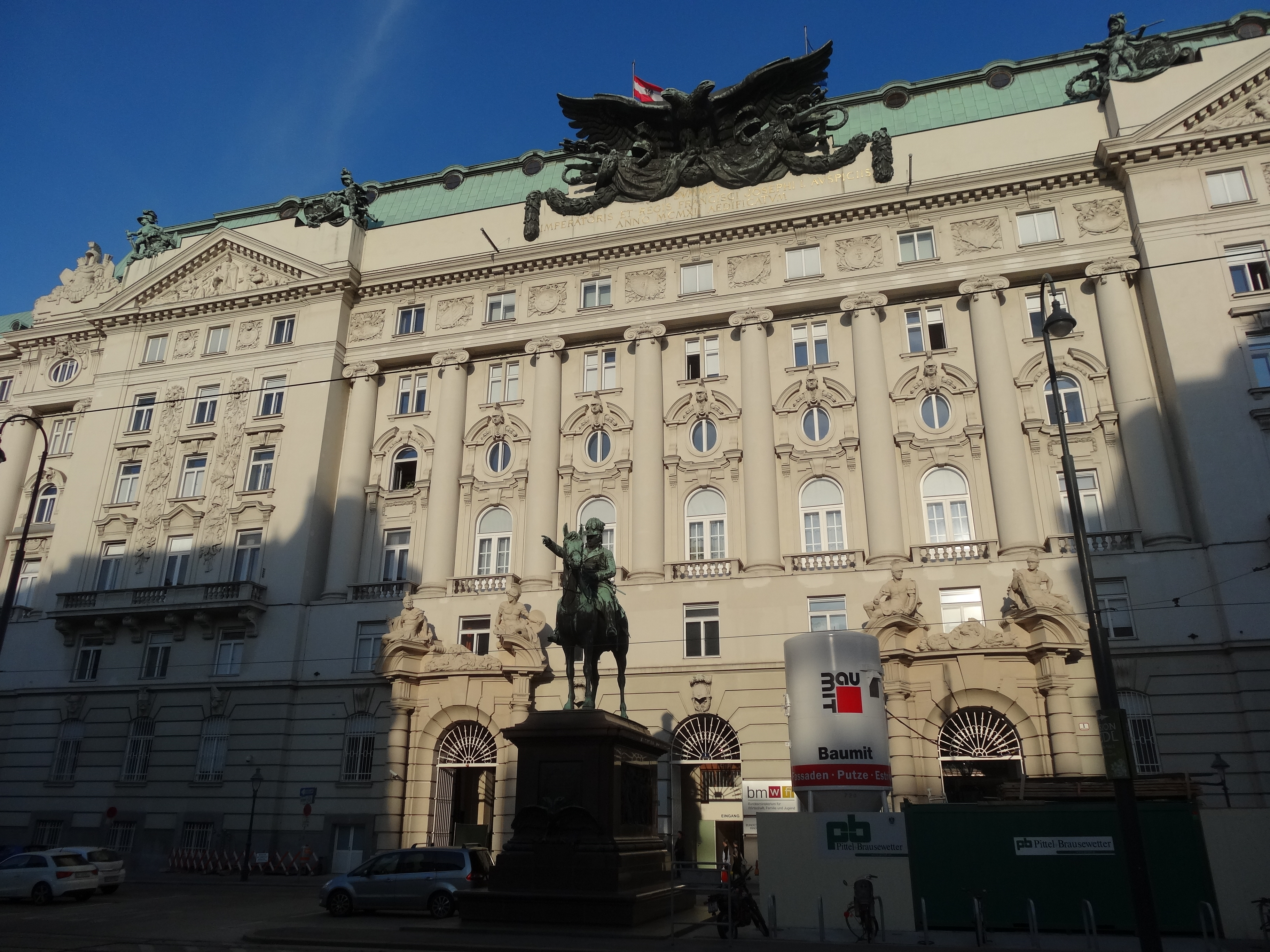
Edificio del ministerio de guerra.

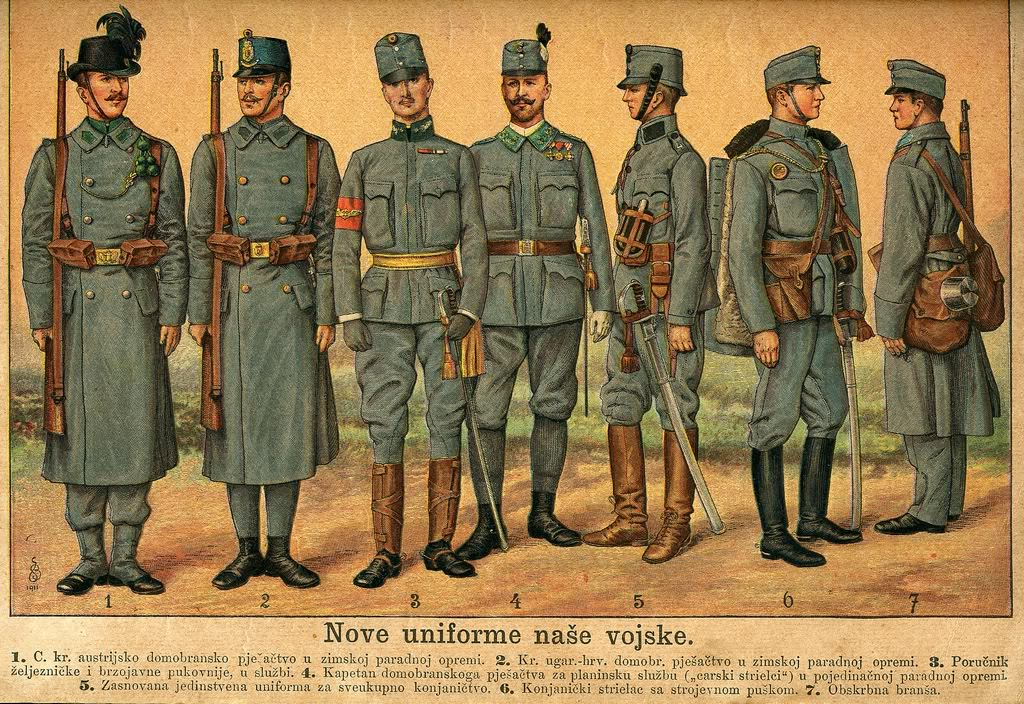
Uniformes del ejército en 1912.

Reclutado de manera uniforme en todo el imperio, dependía del Ministerio de guerra de la monarquía dual (kuk Reichskriegsministerium , desde 1911 Kriegsministerium) por lo que las unidades subordinadas del ejército común fueron llamados «imperial y real» (kaiserlich und königlich - kuk - / császári és Királyi); el Ejército común se fusionó todos los departamentos de la antigua tradición del ejército imperial que tuvieron lugar. Operó indistintamente en todo el imperio.
Por ley, los gastos de su mantenimiento se dividieron entre Austria (63,6 %) y Hungría (para el 36,4 % restante) y, en general, el gasto militar del Imperio austrohúngaro en 1906 ascendieron a 2,5 % del producto interno bruto; en 1912 fueron de 670 millones de coronas. Comparadamente incluyendo el ejército común Imperial y Real, la Armada Imperial y Real, el Landwehr y el Honvédség da una incidencia del 3,5 % en el producto interno bruto, un resultado limitado en comparación con, por ejemplo, el 5 % gastado por Rusia e Italia. Los hombres fueron reclutados en 103 distritos militares que, de nuevo, en 1885, permitió que el imperio austrohúngaro contar con una fuerza movilizada de 1 141 782 hombres, 202 204 caballos y 1540 cañones (excluyendo las reservas y tropas de la guarnición).
En 1885 se componía de tres ejércitos, uno con cinco cuerpos de ejército y dos con cuatro, más el XIV cuerpo de montaña, para la defensa del Tirol, y el XV cuerpo para la protección de las provincias balcánicas (Dalmacia, Bosnia y Herzegovina). Cada cuerpo, a excepción de la XIV que fue formado por una división de montaña y una milicia del Tirol (Landesschützen), consistió en dos divisiones regulares y una milicia territorial; por lo establecido en tiempos de paz el ejército tenía 36 divisiones de infantería , cinco de los cuales llamadas "nominal" porque solo se formaban en el momento de la movilización. Normalmente, una división constaba de dos brigadas de 2 regimientos cada una.

### Infantería

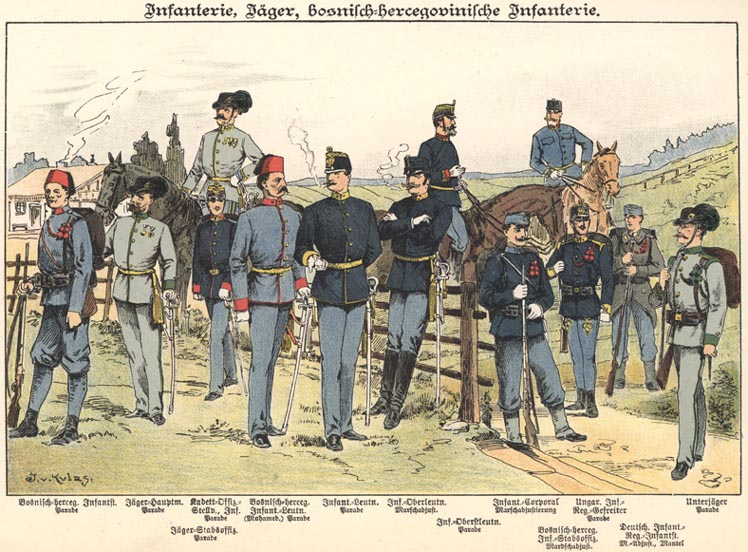
Infantería austrohúngara en 1898.

Cada regimiento de infantería Imperial y Real (es decir, pertenecientes al Ejército común) tenían 4 batallones, cada uno con cuatro compañías y tiene una fuerza de 5 oficiales, 10 suboficiales y 85 soldados, en tiempo de paz que 100 hombres (los regimientos estacionados en frontera militar en Bosnia y Rusia tuvieron 120). Con los comandantes y servicios, un regimiento Imperial y Real poseía (de nuevo en teoría, y en tiempos de paz) de 1911 hombres. El regimiento estaba al mando de un coronel (Oberst); un batallón estaba al mando de un teniente coronel (Oberstleutnant) o mayor (Major); una compañía estaba al mando de un capitán (Hauptmann).
Los cuatro regimientos de Tiroler Kaiserjäger (Cazadores imperiales del Tirol) constituyen una excepción al ser reclutados exclusivamente en el Tirol (a excepción de los oficiales, para lo cual permitió la entrada de otras nacionalidades) y, contrariamente a la creencia popular, no fueron tropas de infantería de montaña, pero, aunque de alta calidad. Los Feldjäger, también de infantería de élite, en cambio, se organizaron en batallones.

### Caballería

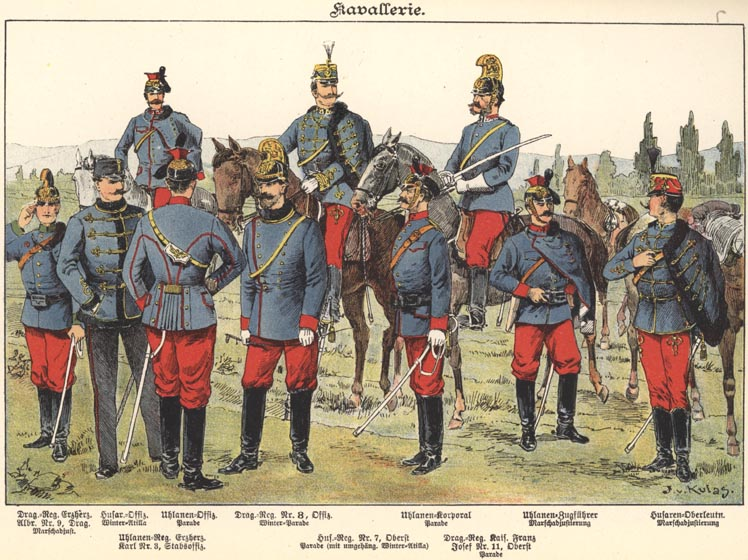
Caballería austrohúngara en 1898.

La caballería se dividió en brigadas, cada una asignada a un cuerpo de ejército, que incluye dos o tres regimientos cada uno, y cinco divisiones independientes: un total de 21 brigadas, contra 69 de la infantería. Un regimiento se dividió en dos "divisiones" que en la caballería equivale a un grupo de tres escuadrones con cinco oficiales, 20 suboficiales y 150 soldados de tropa cada uno (en el momento de la movilización en 1914 la fuerza de los escuadrones de caballería subió a 175 hombres), para un total de 1175 hombres por regimiento en tiempos de paz, como 1275 en tiempo de guerra.
Durante la Primera Guerra Mundial, 35 regimientos de caballería fueron equipados y transformados en infantería.

### Artillería

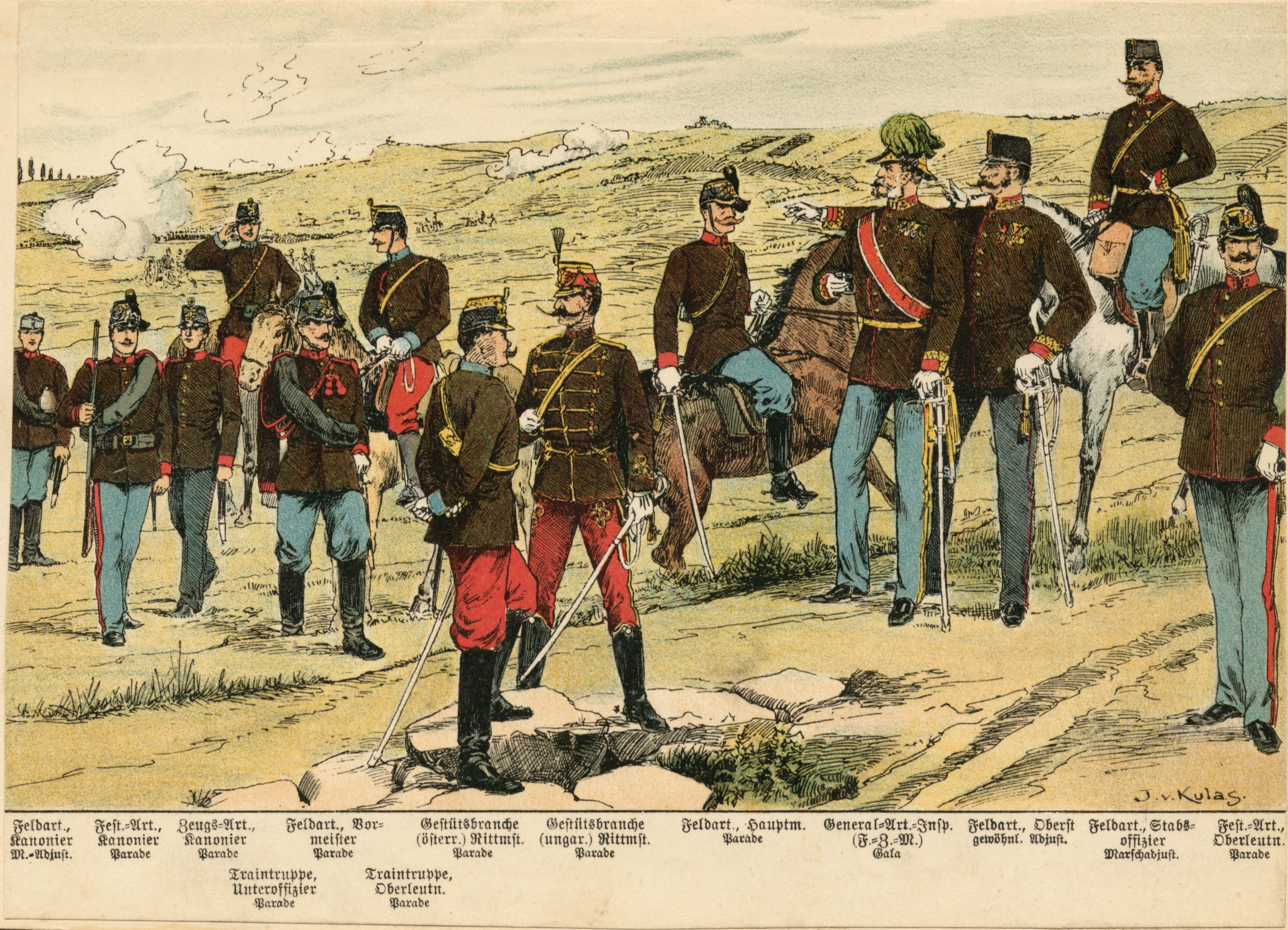
Artillería de campaña austrohúngara en 1898.

La Artillería Real e Imperial tenía la misma organización táctica de artillería que el Landwehr y el Honvédség; fue, por lo tanto, organizada en regimientos, asignadas a las divisiones del Ejército; por otra parte, cuando fue asignada al Cuerpo de Ejército, se agrupó en brigadas.
La brigada de artillería consistía en cuatro regimientos de artillería de campaña (dos de cañones de campaña M.05/08 de 80 mm y uno de obuses de campaña M.99 o M.14 de 100 mm), y un regimiento de obuses pesados. Comandaba la brigada un mayor general (Generalmajor). En 1916 las brigadas de artillería se reorganizaron en tan solo tres regimientos: uno de cañones de campaña (Feldkanonen), uno de obuses de campaña (Feldhaubitzen) y uno de obuses pesados (Schwere-feldhaubitzen). A cada regimiento se le asignó una batería de cañones antiaéreos (Flieger-abwehr Batterie) y una de morteros (Minenwerfer). En el año 1918, que se reorganizaron nuevamente, con dos regimientos de artillería mixtos (cañones y obuses) y un regimiento de obuses pesados, cada uno con seis baterías.

## Variedad étnica
Los idiomas oficiales del Ejército eran el alemán y el húngaro, que aparecían en todos los documentos y comunicaciones. La diversidad étnica del Imperio causaba que las autoridades militares hicieran un visible esfuerzo para evitar que surgieran unidades bélicas "multiétnicas", las cuales eran desaconsejadas por motivos prácticos de comunicación idiomática, lo cual motivó que se procurase en lo posible mantener unidades "homogéneas", mientras que gran parte de la oficialidad utilizaba más de un idioma en el cumplimiento de sus funciones militares.
No obstante, en ciertos casos no era posible mantener la homogeneidad lingüística dentro de un mismo batallón o regimiento, para lo cual las autoridades militares crearon el "Armee-Slawisch" o "eslavo militar" que consistía en un código de casi ochenta palabras y frases de uso común en la vida castrense, y que servía como lingua franca para la vida cotidiana de las tropas dentro de las unidades donde se mezclasen soldados de origen eslavo con distintos idiomas (por ejemplo, checos, polacos y croatas); en otros casos, la oficialidad utilizaba entre sí el alemán o el húngaro.

## Armamento

### Pistolas y revólveres
- Rast-Gasser M1898
- Roth-Steyr M1907
- Steyr M1912
- Frommer Stop
- Mauser C96

### Fusiles y carabinas
- Fusil Wänzl
- Fusil Werndl-Holub
- Mannlicher M1886
- Mannlicher M1888
- Carabina Mannlicher M1890
- Mannlicher M1893
- Mannlicher M1895
- Steyr Modelo 1912

### Ametralladoras
- Salvator-Dormus M1893
- Schwarzlose MG M.07/12

### Artillería
- 3.7 cm Infanteriegeschütz M.15
- Böhler Minenwerfer M/15 22,5 cm

## Galería de imágenes

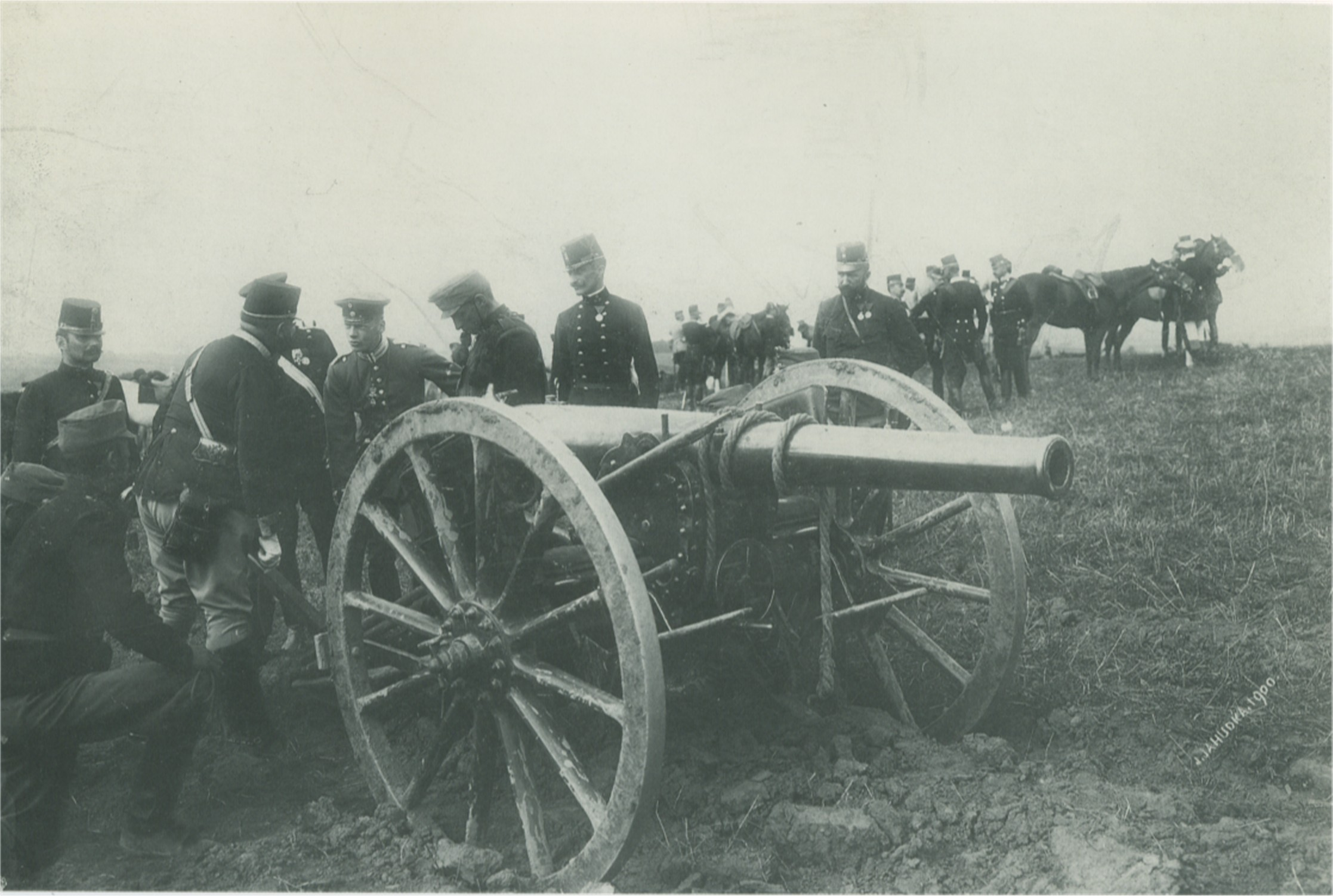
Artillería de campaña austrohúngara en maniobras del año 1900.
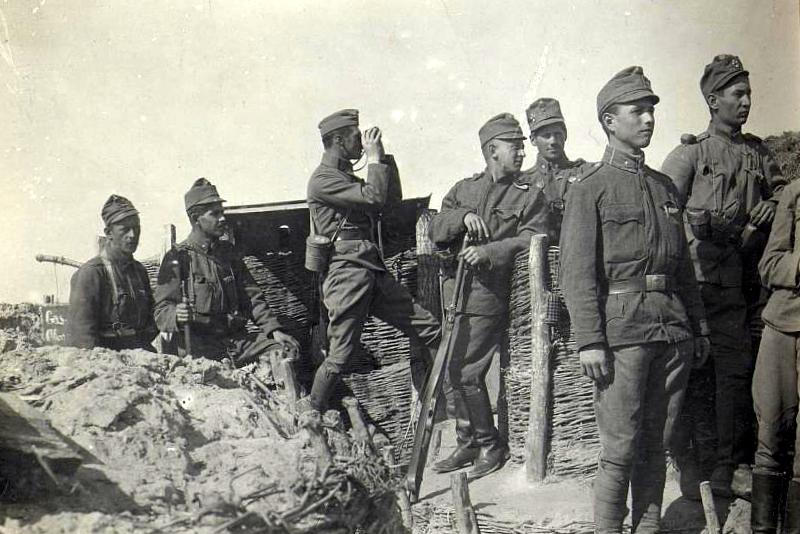
Infantería austrohúngara, 1916.
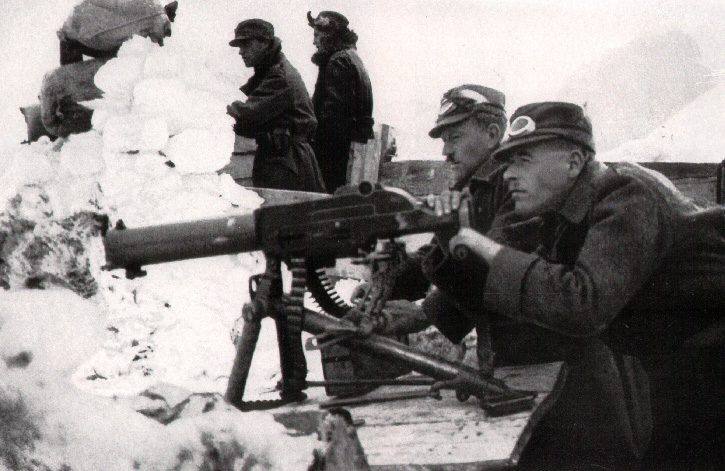
Soldados austrohúngaros con ametralladora, en algún lugar de la zona de alta montaña del Tirol.
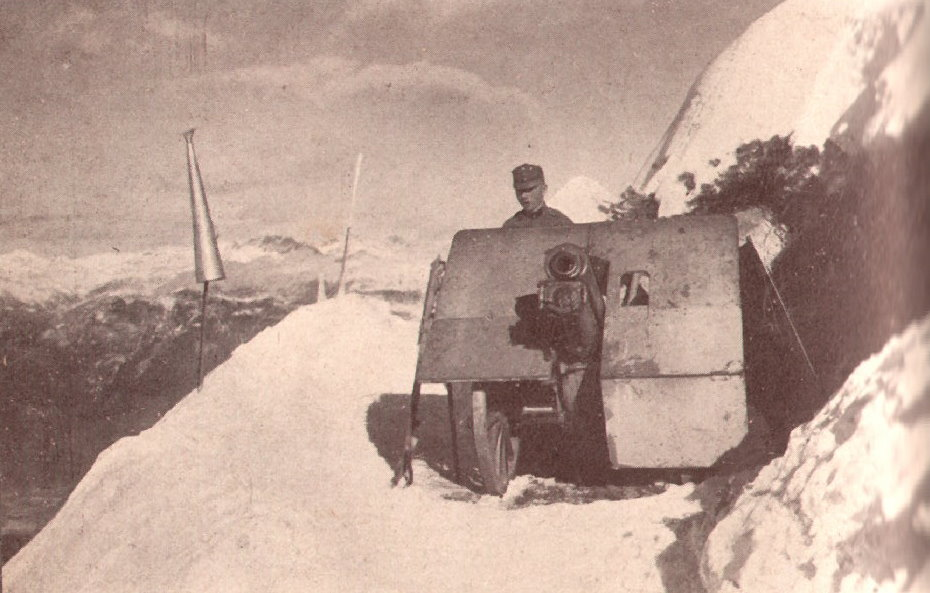
Un obús de montaña Skoda 7,5 cm en 1915.
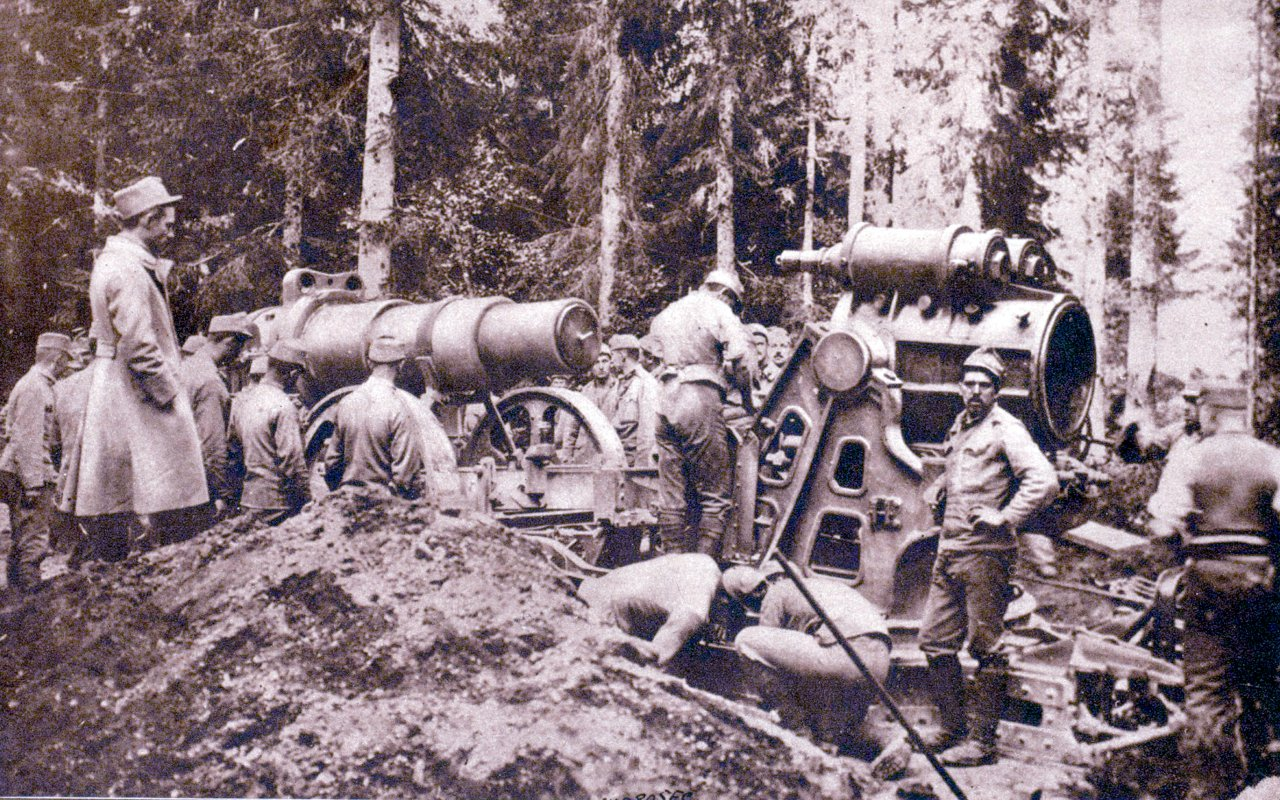
Artilleros emplazando un obús Skoda de 305 mm en los Cárpatos, durante los combates de 1914-1915.
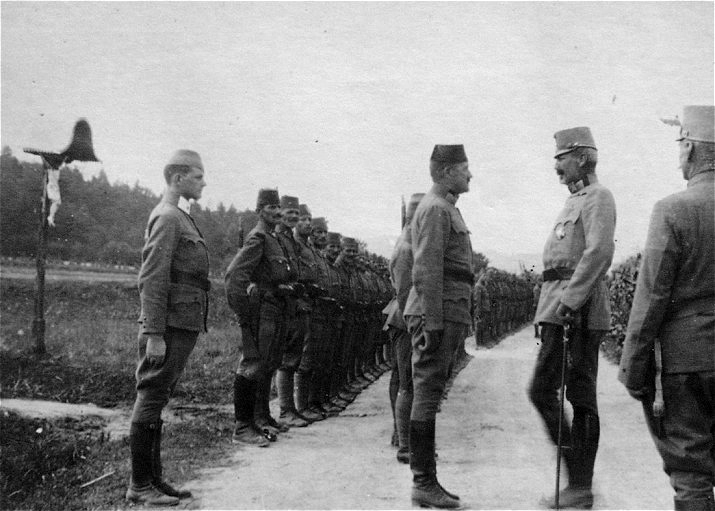
Soldados bosnios del Imperio austrohúngaro.
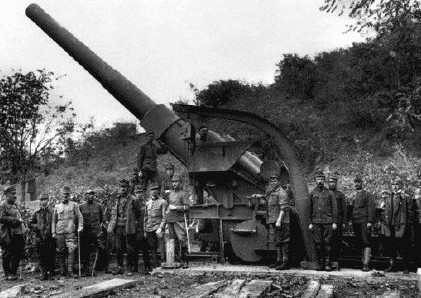
Artillería pesada, cañón Skoda M.16 de 240 mm.